# Madridejos (Cebu)
Madridejos is een gemeente in de Filipijnse provincie Cebu op het eiland Bantayan. Bij de census van 2015 telde de gemeente ruim 36 duizend inwoners.

## Geschiedenis
De gemeente is gesticht op 9 mei 1917.

## Geografie

### Bestuurlijke indeling
Madridejos is onderverdeeld in de volgende 14 barangays:
| - Bunakan - Kangwayan - Kaongkod - Kodia - Maalat - Malbago - Mancilang | - Pili - Poblacion - San Agustin - Tabagak - Talangnan - Tarong - Tugas |

## Demografie
Madridejos had bij de census van 2015 een inwoneraantal van 36.429 mensen. Dit waren 1.524 mensen (4,4%) meer dan bij de vorige census van 2010. Ten opzichte van de census van 2000 was het aantal inwoners gegroeid met 7.409 mensen (25,5%). De gemiddelde jaarlijkse groei in die periode kwam daarmee uit op 1,50%, hetgeen lager was dan het landelijk jaarlijks gemiddelde over deze periode (1,72%).

De bevolkingsdichtheid van Madridejos was ten tijde van de laatste census, met 36.429 inwoners op 23,95 km², 1521 mensen per km².

## Economie
De belangrijkste producten van Madridejos zijn vis en pluimvee.